# Masters de Roma 1972
El Abierto de Italia 1972 fue la edición del 1972 del torneo de tenis Masters de Roma. El torneo masculino fue un evento del circuito ATP 1972 y se celebró desde el 24 de abril hasta el 30 de abril.  El torneo femenino fue un evento del circuito WTA 1972 y se celebró desde el 24 de abril hasta el 2 de mayo.

## Campeones

### Individuales Masculino
Manuel Orantes vence a  Jan Kodeš, 2–6, 7–6, 6–2, 7–6

### Individuales Femenino
Linda Tuero vence a  Olga Morozova, 6–1, 6–3

### Dobles Masculino
Ilie Năstase /  Ion Ţiriac vencen a  Lew Hoad /  Frew McMillan, 7–6, 5–7, 6–3, 3–6, 6–3

### Dobles Femenino
Lesley Hunt /  Olga Morozova vencen a  Gail Sherriff Chanfreau /  Rosalba Vido, 6-2, 2-6, 7-5